# Peugeot Type 6
La Peugeot type 6 est un modèle d'automobile fabriqué par le constructeur français Peugeot en 1894. Il s'agit d'un phaéton motorisé par un moteur Daimler 2 cylindres en V d'une cylindrée de 565 cm3. Handicapée par son poids (650 kg), elle sera épaulée la même année dans la gamme Peugeot par la Peugeot type 7, plus puissante,.